# Pristiophorus lanae
Pristiophorus lanae  (лат.) — недавно открытый вид хрящевых рыб рода пилоносов семейства пилоносых акул. Эти акулы являются эндемиками филиппинских вод и встречаются на глубине до 593 м. Максимальная зарегистрированная длина 83 см. Характерной особенностью пилоносов является удлинённое рыло, образующее пиловидный рострум, усеянным по бокам зубцами. На роструме имеются усики, расположенные ближе к его кончику, чем к ноздрям. Эти акулы, вероятно, размножаются яйцеживорождением. Вид не представляет интереса для коммерческого рыбного промысла.

## Таксономия
Впервые вид был научно описан в 2013 году. Голотип представляет собой самку длиной 77,5 см, пойманную у побережья Мариндуке (13°23′ с. ш. 121°59′ в. д.), Филиппины, на глубине 298—307 м. Паратипы: самец длиной 66,9 см, пойманный там же и самка длиной 72,5 см, пойманная в водах Лузона на глубине 229—247 м. Вид был назван в честь энтузиастки в исследовании акул Ланы Эберт, по случаю окончания ею Университета Сан-Франциско.

## Ареал
Pristiophorus lanae обитают в водах Филиппин на глубине от 229 до 593 м.

## Описание
У Pristiophorus lanae вытянутое, слегка приплюснутое, но не уплощённое как у скатов тело. Голова также слегка приплюснута, но не растянута латерально. Рыло удлинённое, узкое и приплюснутое, вытянуто в виде пилообразного рострума с латеральными зубцами. Края крупных зубцов гладкие. В средней части на вентральной поверхности имеются пара чувствительных усиков, расположенных ближе ко рту, чем к кончику рыла. Преоральное расстояние равно 27,5—30,6 % длины тела, а расстояние от кончика рыла до усиков составляет 51—55 % от преорального расстояния.
У пилоносов имеются два спинных плавника лишены шипов у основания. Анальный плавник отсутствует. Основание первого спинного плавника расположено на уровне позади свободного кончика грудных плавников. Грудные плавники довольно крупные, но не крыловидные. Брюшные плавники маленькие. Рот расположен перед глазами. Имеются назальные желобки, не соединяющиеся со ртом. Губные бороздки короткие. Овальные довольно крупные глаза вытянуты по горизонтали. Третье веко отсутствует. 5 пар жаберных щелей. Позади глаз имеются крупные брызгальца. Хвостовой плавник асимметричный, верхняя лопасть удлинена, нижняя отсутствует. Тело покрыто заострёнными плакоидными чешуями. Дорсальная поверхность тела окрашена в ровный коричневый цвет, брюхо светлее. Известно всего 6 особей данного вида длина которых составляла 39,6—83 см (самки) и 66,9 см (самец).

## Взаимодействие с человеком
Вид не представляет опасности для человека и не является объектом целевого коммерческого промысла. Международный союз охраны природы ещё не оценил статус сохранности данного вида.